# Kawanphila
Kawanphila là một chi côn trùng thuộc họ Tettigoniidae (Katydids and Bush crickets). Chi có các loài sau:
- Kawanphila pachomai